# Cycloseris distorta
Cycloseris distorta is een rifkoralensoort uit de familie van de Fungiidae. De wetenschappelijke naam van de soort is voor het eerst geldig gepubliceerd in 1842 door Michelin.